# Drapelul Guineei
Drapelul Guineei este drapelul național și pavilionul Republicii Guineea. A fost adoptat la 10 noiembrie 1958 după ce țara și-a obținut independența.
Este alcătuit din trei benzi verticale, roșu, galben și verde, începând de la lance.

## Semnificația culorilor
Roșul reprezintă sângele vărsat al tuturor martirilor care și-au dat viața pentru lupta împotriva ocupației coloniale, dar și pentru independența țării obținută la 2 octombrie 1958.
Galbenul reprezintă bogățiile subsolului (aur, bauxită, diamant, fier, uraniu etc.) și, de asemenea, soarele.
Verdele (verde malachit) reprezintă vegetația țării (savana în nord-est și pădurea în sud-est) și, de asemenea, islamul, care este principala religie în Guineea.
Aceste culori sunt și culorile panafricane. Drapelul Guineei nu trebuie confundat cu drapelul Maliului, care are aproape aceleași culori în ordine inversă (verde, galben (auriu), roșu de la lance).
Culoarea verde a steagului Guineei este verde malachit, în timp ce cea a steagului Mali este un verdele ierbii.